# Кабот (проток)
Кабот (на френски: Détroit de Cabot; на английски: Cabot Strait) е проток в Атлантическия океан, в източната част на Канада, между островите Нюфаундленд на североизток и Кейп Бретон на югозапад. Свързва залива Сейнт Лорънс на северозапад с Атлантическия океан на югоизток. Минималната му ширина между носовете Рей (на остров Нюфаундленд) и Норт Пойнт (на остров Кейп Бретон) е 103 km, а дълбочината – 300 – 400 m. В периода от декември до април е зает от дрейфуващи ледове. Приливите са полуденонощни, с височина до 1,4 m. На двата му бряга са разположени градовете Порт о Баск (на остров Нюфаундленд) и Сидни (на остров Кейп Бретон). Наименуван е в чест на своя откривател, английския мореплавател Джон Кабот, който пръв плава в него през юли 1497 г.